# Bão biển
Bão biển là những cơn bão siêu mạnh, lớn nhất và có sức tàn phá khủng khiếp trên hành tinh.

## Hình thành và miêu tả
Một cơn dông hình thành trên một vùng xích đạo, ví dụ Equador. Tiếp theo, nhờ những cơn gió mạnh thổi từ đại dương, ví dụ Thái Bình Dương, nó sẽ tiến về phía tây. Ở đó, nó sẽ gặp những điều kiện cần thiết để trở thành một cơn bão mạnh rồi thành cơn bão biển. Điều kiện hình thành là nhiệt độ nước biển phải từ 27 độ C trở lên. Để nước biển lên đến nhiệt độ này phải gần mất hết mùa hè, đó là lý do bão biển trên Thái Bình Dương thường diễn ra từ cuối hè tới cuối thu.

## Phát triển
Khi gió xoáy ở gần trung tâm cơn bão đạt tới vận tốc 120 km/giờ, nó chính thức được gọi là bão biển. Không khí bị chuyển động nhanh hơn khi bị xoáy vào tâm bão. Vì thế cơn bão càng lớn, trung bình trải trên một đường kính 500-800, sức gió càng mạnh.

## Tác hại

### Mưa lớn
Những đám mây bão trút xuống một lượng nước khổng lồ. Năm 1998, cơn bão biển Mitch giết chết 11 ngàn người, trút xuống lượng nước tới 1900mm trong suốt 11 ngày. Vì thế, sau mỗi cơn bão là xảy ra lụt lội nghiêm trọng.

### Sóng cồn
Áp suất cực thấp tại mắt bão làm cho nước nở ra. Gió mạnh đẩy sóng biển hướng vào bờ. Những cơn sóng lớn kết hợp với thủy triều sẽ gây ra sóng cồn, đặc biệt vào thời điểm triều cường, khi đó, những bức tường nước khổng lồ sẽ ập vào bờ, quét sạch mọi thứ.  Năm 1998, cơn bão biển Mitch đã ập vào bờ với những con sóng cao 13m, ngang với một ngôi nhà ba tầng.

### Động thực vật
Sóng cồn tàn phá san hô, chim di cư bay chệch hàng ngàn cây số để tránh bão, hoặc tệ hơn, năm 1989, cơn bão Hugo hầu như giết sạch những con chim gõ kiến còn lại ở bang Nam Carolina, Hoa Kỳ.